# 징거미새우속
징거미새우속은 징거미새우과에 속하는 새우류 속이다. 학명의 ‘Macrobrachium’은 ‘크다’는 뜻의 ‘macro’와 ‘팔’을 뜻하는 ‘brachium’의 라틴어 합성으로부터 유래한다. 징거미새우, 두두럭징거미새우, 한국징거미새우, 큰징거미새우 등이 속한다.